# Husky VMMD

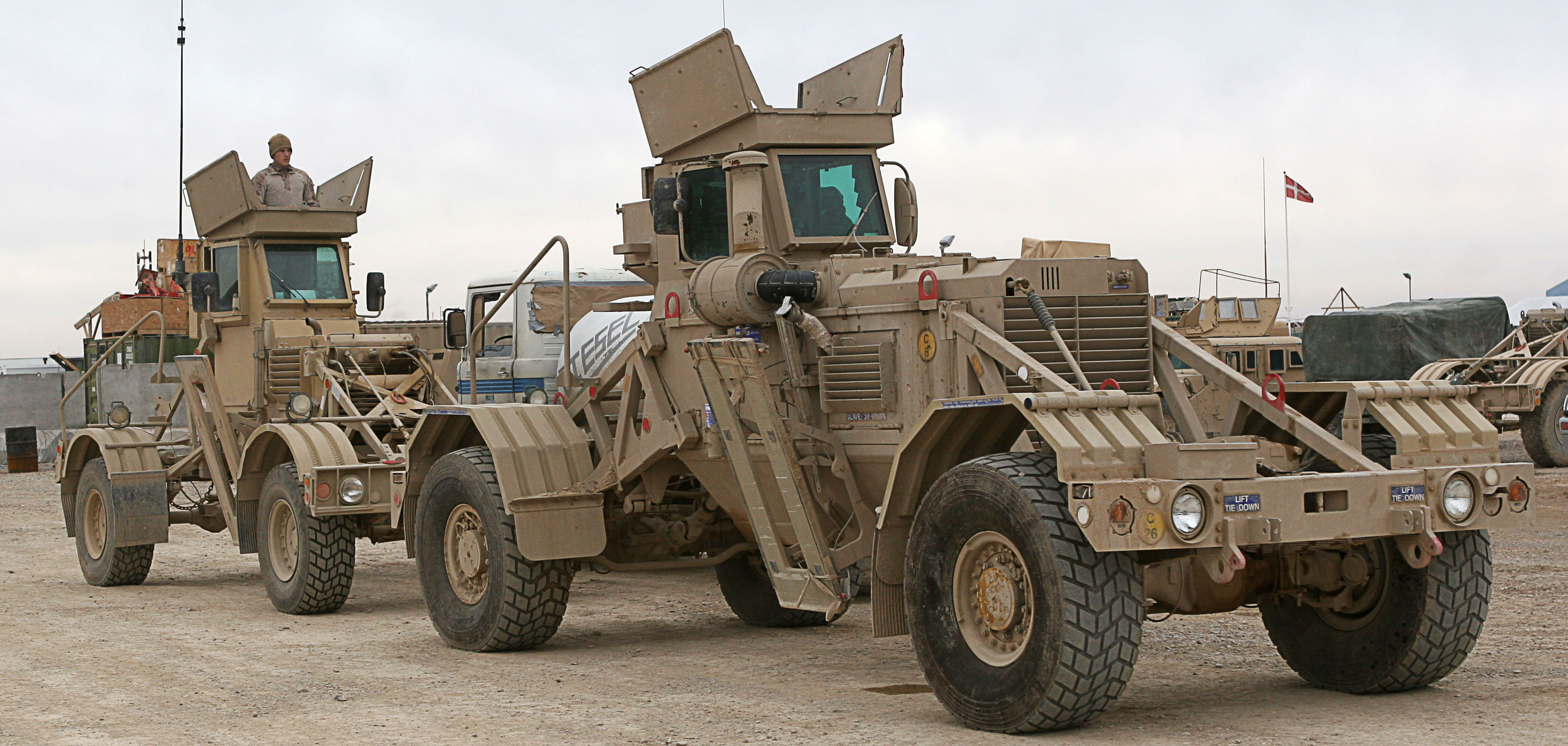
Dos Husky VMMD estadounidenses.

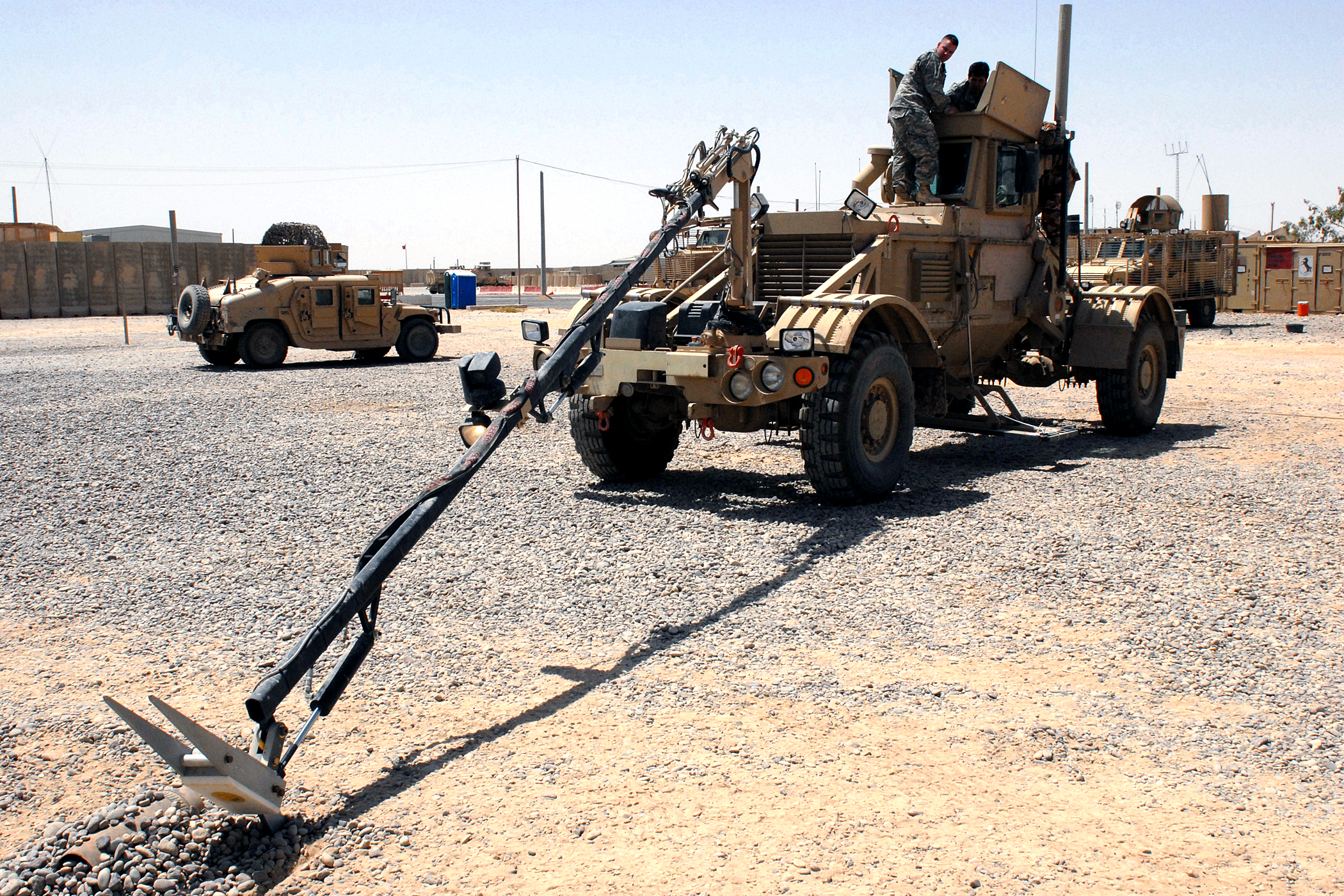
Un Husky detectando una mina.

El Husky VMMD, también llamado sistema Chubby, es un detector de minas desarrollado por la empresa sudafricana DCD-Dorbyl con base en East Rand, Gauteng, Sudáfrica.
El sistema fue desarrollado en 1970 para las Fuerzas de Defensa de Sudáfrica con el objetivo de limpiar las rutas a los convoyes militares en Namibia y Angola. El sistema VMMD consiste en dos vehículos Husky. El primero actúa como Vehículo de Detección de Minas (en inglés Mine Detection Vehicle) (MDV). Anteriormente se llamaba Meerkat y no era 4x4. El segundo Husky remolca un set de tres Duisendpoots por lo que es conocido como remolcador/vehículo de detección de minas (en inglés towing /mine detection vehicle) (T/MDV).
La última versión del Husky, la 2G, tiene mayor sensibilidad, un radar de tierra y un brazo robótico. Este equipamiento extra ha hecho que el vehículo evolucione considerablemente y pase además a poder contar con un segundo miembro en la tripulación.

## Duisendpoot
El Duisendpoot es un set detonante de minas (en inglés mine-detonating trailer set) (MDT). Este detona las minas que no han podido detectar el Meerkat y el Husky.

## Variantes
- Husky Mk I.
- Husky Mk II.
- Husky Mk III.
- Husky 2G (segunda generación) – Equipamiento extra e incremento a 2 miembros la tripulación.

## Operadores
Más de 400 sistemas VMMD están en servicio alrededor del mundo:
- Australia - 3 vehículos.
- Canadá - 6 - usados por el Ejército canadiense en misiones en Afganistán; 2 en operaciones.
- Francia - 5 - usados por el Ejército francés.
- Sudáfrica - Número de aparatos desconocido.
- Uganda - 2 - en 1995 por el Ejército Ugandés.
- Reino Unido - 3 - por el Ejército británico en una misión en Croacia (IFOR).
- Estados Unidos - 128 VMMD usados por el Ejército de Estados Unidos y los marines; usados en Oriente Medio y Bosnia (IFOR). Usados como carros de ingenieros.
- España - 6 - fabricados por la empresa estadounidense NIITEK (Non-Intrusive Inspection Technology) y dotados de un georradar Visor 2500 de la empresa de la misma nacionalidad CSI (Critical Solutions International) montados sobre su eje delantero para la detección de objetos explosivos enterrados.[2] En 2012 se adquirieron por 12,76 millones de euros 6 unidades, versión 2G,[3] que fueron recibidas a finales del mismo año, para el Ejército de tierra español.[4] Estuvieron desplegados en Afganistán para la detección de artefactos en las rutas de los convoyes militares.
- Turquía - 4 - en el Ejército turco.[5]